# Benyovszky Lajos
Dr. benyói és urbanói Benyovszky Lajos (Nagylég, 1824. szeptember 23. – Pozsony, 1908. november 16.) neves nagybirtokos, ügyvéd, a Benyovszky család sarja.

## Élete
A benyói és urbanói Benyovszky család köznemesi ágának a sarja. Benyovszky Péter (1787-1872), huszárkapitány, és Benyovszky Anna (1798-1872) harmadik gyermekeként látta meg a napvilágot a Pozsony vármegyei Nagylégen. Apai nagyszülei Benyovszky György (1747-1817), pozsonyi alispán, és benefalvi Bacsák Zsófia (1752-1771) voltak.
Jól menő pozsonyi ügyvédként 1860-ban megvásárolta Görcsöny uradalmát 300 ezer koronáért, majd 1873-ban a Batthyány családtól a siklósi várat és a hozzá tartozó birtokokat 2 millió forintért. Ezután, 1880-ban elhatározta, hogy Nagylégen új kastélyt építtet a régi helyén. Felesége, Ocskay Erzsébet alakíttatta át és rendeztette be az új, görcsönyi kastélyt a bécsi Burg mintájára. Újrakárpitoztatták a Bécsből érkezett bútorokat, új szőnyegeket hozattak és Nagylégről érkeztek festmények. Nevezetes, hogy Ferenc Ferdinánd főherceg szálláshelyéül szolgált az épület az 1901 őszén szokásosan megtartott hadgyakorlat idején. Szintén a Benyovszky házaspár birtokába került a szinnai uradalom is, melyet Ocskay Erzsébet testvérétől, Istvántól örökölt.

## Családja
1863. augusztus 1.-én Vágboriban vette feleségül ocskói és dubováni Ocskay Erzsébetet (1842–1931), ocskói és dubováni Ocskay Rudolf és Scultety Mária lányát. Benyovszky Lajos és Ocskay Erzsébet frigyéből négy gyermek született:
- Mária Anna Magdolna (1864–1929); férje: Eberhard zur Lippe-Weissenfeld herceg (1854–1936)
- Erzsébet (1869–1931); férje: nyéki báró Rauch Géza (1852–?)
- Móric István Benő (1872–1936), politikus; neje: németújvári gróf Batthyány Lujza (1897–1981)
- Rudolf (1874–1955) jogász, nagybirtokos, hegedűművész, festő